# Ада Мюлер-Брауншвайг
Ада Мюлер-Брауншвайг (на немски: Ada Müller-Braunschweig, по баща Шот) е германски психоаналитик, пионер в детската анализа.

## Биография
Ада Шот е родена през 1897 година в Германия, в семейството на пастора Валтер Шот и Елизабет Ланг. Започва да работи като детска учителка, а през 1914 г. прави психоаналитично лечение с Карл Мюлер-Брауншвайг. След лечението започва обучителна анализа с него. През 1919 – 1920 преминава курс по „психоаналитична специална педагогика“ при Хермине фон Ху-Хелмут, след което започва работа в Песталоци-Фрьобел-Хаус с деца в предучилищна възраст и си отваря частна практика в Берлин.
През 1925 г. се омъжва за Карл Мюлер-Брауншвайг, който се развежда с първата си жена Жосин Мюлер. След 1933 провежда обучителни семинари в Берлинския психоаналитичен институт. Ада Мюлер се повлиява от обучението свързано с архетипите, проведено от Кете Бюрглер през 1940 г. и започва все повече да се увлича от аналитичната психология, за разлика от мъжа си, който отхвърля изцяло идеите на Карл Густав Юнг. Нейни анализантки са Кете Дрегер и Хана Риес.
След Втората световна война Ада Мюлер е един от първите членове на Немската психоаналитична асоциация, която мъжа ѝ основава през 1950 г. Работи там като обучителен аналитик.
Умира от пневмония през 1959 година в Берлин на 62-годишна възраст.